# Nick Robinson
Pour les articles homonymes, voir Nick Robinson (homonymie) et Robinson.
Nicholas John Robinson, dit Nick Robinson, né le 22 mars 1995 à Seattle (États-Unis), est un acteur américain.
Il est notamment connu pour avoir joué l'un des personnages principaux de la sitcom Melissa and Joey, pour son rôle secondaire de Zach Mitchell dans le film Jurassic World, pour ses rôles principaux de Ben Parish dans La Cinquième Vague et Simon Spier dans Love, Simon.

## Biographie
Nicholas John Robinson est né à Seattle le 22 mars 1995. Il est l'aîné d'une fratrie de cinq enfants, bien qu'il ait aussi deux demi-frères/sœurs plus âgés issus d'un précédent mariage de son père.
En plus de ses activités d'acteur, Nick est aussi mannequin. Il pose en 2014 pour Hedi Slimane, le directeur artistique de la maison Yves Saint Laurent.

## Carrière
Entre 2010 et 2015 il joue dans la série Melissa and Joey sur ABC Family. Il fait partie de la distribution régulière avec Melissa Joan Hart, Joey Lawrence, Taylor Spreitler.
À la fin de 2013, il est sélectionné pour jouer Zach Mitchell dans le film Jurassic World de Colin Trevorrow, sorti en 2015. Il y partage l'affiche avec Ty Simpkins, Bryce Dallas Howard et Chris Pratt.
Il joue ensuite le rôle de Ben Parish dans l'adaptation cinématographique du roman La 5e Vague, sorti en janvier 2016. Ces rôles le rendent indisponible pour plusieurs épisodes de la dernière saison de Melissa & Joey, mais il est revenu pour les trois derniers épisodes.
Il joue également le rôle principal dans le film indépendant Being Charlie, présenté en première au Festival international du film de Toronto 2015 ; le film sort en salles en 2016.
En 2017, il joue dans le film dramatique Krystal de William H. Macy et interprète le rôle d'Olly dans Everything, Everything, une adaptation cinématographique du roman homonyme avec Amandla Stenberg.
Nick Robinson est l'un des nombreux acteurs qui ont auditionné pour le rôle de Han Solo pour Solo: A Star Wars Story avant que le rôle ne revienne à Alden Ehrenreich.

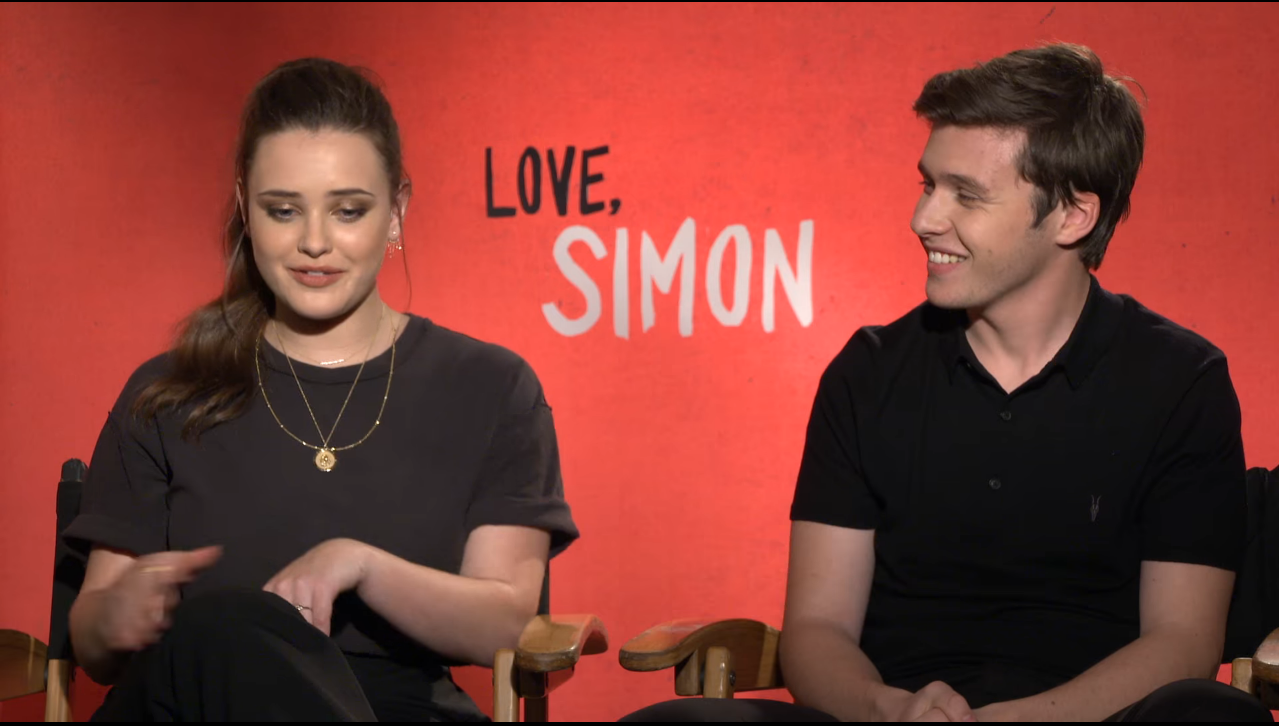
Katherine Langford et Nick Robinson pour le film Love, Simon.

En 2018, il joue le rôle de Simon Spier dans le film dramatique pour adolescents Love, Simon avec Josh Duhamel, Jennifer Garner et Katherine Langford. Adapté du roman à succès de Becky Albertalli Moi, Simon, 16 ans, Homo sapiens sorti en 2015, il est réalisé par le producteur de Riverdale, Greg Berlanti. Le film est alors considéré comme novateur parce que c’était le premier film de grand studio à se focaliser sur une romance homosexuelle d'adolescents. Sa performance est saluée par la critique.
Nick Robinson déclare, qu'après avoir lu le scénario de Love, Simon, il avait enfreint la règle qu'il s'était imposée de ne plus interpréter le rôle d'étudiants parce qu'il voyait l'importance culturelle du film. Au moment de la production du film, le jeune frère de Nick Robinson fait alors son coming out,. En juin 2018, il est annoncé qu'il jouera dans l'adaptation cinématographique du roman Weetzie Bat (en), réalisée par Justin Kelly.
En janvier 2019, il rejoint la distribution du film Silk Road réalisé et écrit par Tiller Russell avec Cole Sprouse, Jason Clarke et Alexandra Shipp,. Le projet d'une adaptation cinématographique du roman The Language of Flowers (en) réalisée par Michael Mayer et mettant en vedette Nick Robinson et Kiersey Clemons est rendu public la même année. Il est dans un premier temps prévu qu'il rejoigne la distribution du thriller Echo Boomers de Seth Savoy (en). Ceci ne se concrétise pas.

## Filmographie

### Cinéma

#### Longs métrages
- 2013 : The Kings of Summer de Jordan Vogt-Roberts : Joe Toy
- 2015 : Jurassic World de Colin Trevorrow : Zach Mitchell
- 2016 : Being Charlie de Rob Reiner : Charlie Mills
- 2016 : La 5e Vague de J Blakeson : Ben Parish
- 2017 : Kong: Skull Island de Jordan Vogt-Roberts : client du bar (non crédité)
- 2017 : Everything, Everything de Stella Meghie : Olly Bright
- 2018 : Krystal de William H. Macy : Taylor Ogburn
- 2018 : Love, Simon de Greg Berlanti : Simon Spier
- 2019 : Native Son de Rashid Johnson : Jan
- 2019 : Virgin Secrets (Strange but True) de Rowan Athale : Philip
- 2020 : Shadow in the Cloud de Roseanne Liang : Stu Beckell
- 2021 : Silk Road de Tiller Russell : Ross Ulbricht
- 2024 : La Demoiselle et le Dragon (Damsel) de Juan Carlos Fresnadillo
- 2024 : Snack Shack de Adam Carter Rehmeier : Shane
- 2025 : Turn Me On de Michael Tyburski : William

#### Courts métrages
- 2009 : CC 2010 : le père de C.C. jeune
- 2010 : Displaced : garçon avec une serviette
- 2012 : The Old Switcha-Roo : Jerry
- 2015 : TheCavKid : l'enfant punk

### Télévision

#### Séries télévisées
- 2010-2015 : Melissa and Joey : Ryder Scanlon (103 épisodes)
- 2012 : Boardwalk Empire : Rowland Smith (1 épisode)
- 2020-2022 : Love, Victor : Simon Spier (voix - également producteur)
- 2020 : A Teacher : Eric Walker (mini-série)
- 2021 : Maid : Sean (10 épisodes)
- 2023 : La Folle Histoire du monde 2 : Robert Todd Lincoln
- 2025 : The Abandons :Elias Teller

#### Téléfilm
- 2012 : Amiennemies de Daisy von Scherler Mayer : Jake Logan

### Doublage

#### Jeux vidéo
- 2015 : Lego Jurassic World : Zach Mitchell
- 2015 : Lego Dimensions : Zach Mitchell

## Voix françaises
En France
| - Gauthier Battoue dans : - La 5e Vague - Love, Simon - Love, Victor (série télévisée) - Silk Road - Arnaud Laurent dans : - Native Son - Snack Shack (en) | Et aussi - Maxime Donnay dans Amiennemies - Léonard Hamet dans Jurassic World - Loïc Mohiban dans Everything, Everything - Jim Redler dans Maid (mini-série) - Léo Faure dans La Folle Histoire du monde 2 (mini-série) - Simon Dartois dans La Demoiselle et le Dragon |

## Théâtre
- 2007 : To Kill a Mockingbird : Jem Finch
- 2008 : A Christmas Carol : Turkey Boy
- 2008 : Mame : Patrick Dennis
- 2009 : A Thousand Clowns : Nick Burns
- 2010 : Lost in Yonkers : Arty Kurnitz
- 2019 : To Kill a Mockingbird : Jem Finch

## Distinctions
Sauf indication contraire, les informations mentionnées dans cette section peuvent être confirmées par la base de données cinématographiques IMDb,  présente dans la section « Liens externes ».
Récompenses
- 2018 : MTV Movie & TV Awards 2018 : meilleur baiser avec Keiynan Lonsdale pour Love, Simon
- 2018 : 20e cérémonie des Teen Choice Awards : meilleur révélation pour Love, Simon

Nominations
- 2013 : Phoenix Film Critics Society Awards : meilleure performance d'un jeune dans un rôle principal ou secondaire - Masculin pour The Kings of Summer
- 2016 : Young Entertainer Awards : meilleur jeune acteur - long métrage : Jurassic World
- 2017 : 19e cérémonie des Teen Choice Awards : meilleur acteur dans un film dramatique pour Everything, Everything
- 2018 : 20e cérémonie des Teen Choice Awards : meilleure alchimie avec Keiynan Lonsdale pour Love, Simon
- 2018 : International Online Cinema Awards : meilleur acteur pour Love, Simon
- 2019 : Online Film & Television Association : meilleure performance exceptionnelle masculine pour Love, Simon
- 2019 : 23e cérémonie des Satellite Awards : meilleur acteur dans un film musical ou une comédie pour Love, Simon